# State Museum of Pennsylvania
State Museum of Pennsylvania je neziskové muzeum v Harrisburgu, spravované státem Pensylvánie prostřednictvím Pennsylvania Historical and Museum Commission. Je součástí Pennsylvania State Capitol Complex. Muzeum je obecně známo pod názvem William Penn Memorial Museum podle velké sochy Williama Penna v centrální hale.

## Historie
Guvernér Samuel W. Pennypacker podepsal 28. března 1905 zakládající dokumenty pro State Museum of Pennsylvania. 1. března 1907 se sbírky a zaměstnanci nastěhovali do Executive Office Building. Součástí Pennsylvania Historical and Museum Commission se muzeum stalo v roce 1945 a do současné budovy se přestěhovalo v roce 1964. Stavba má kruhový půdorys a sbírky jsou umístěny od přízemí do třetího patra. Ve čtvrtém a pátém patře sídlí úředníci muzea a Pennsylvania Historical and Museum Commission.

## Sbírky
V muzeu je multimediální planetárium a sbírky dokumentující historii Pensylvánie od prehistorických dob až do současnosti. Každoročně ho navštíví kolem 300 tisíc osob. Ve sbírkách jsou významně zastoupeny artefakty z Americké občanské války a technické a průmyslové vynálezy. Počet muzeálních exemplářů přesahuje 3 miliony.

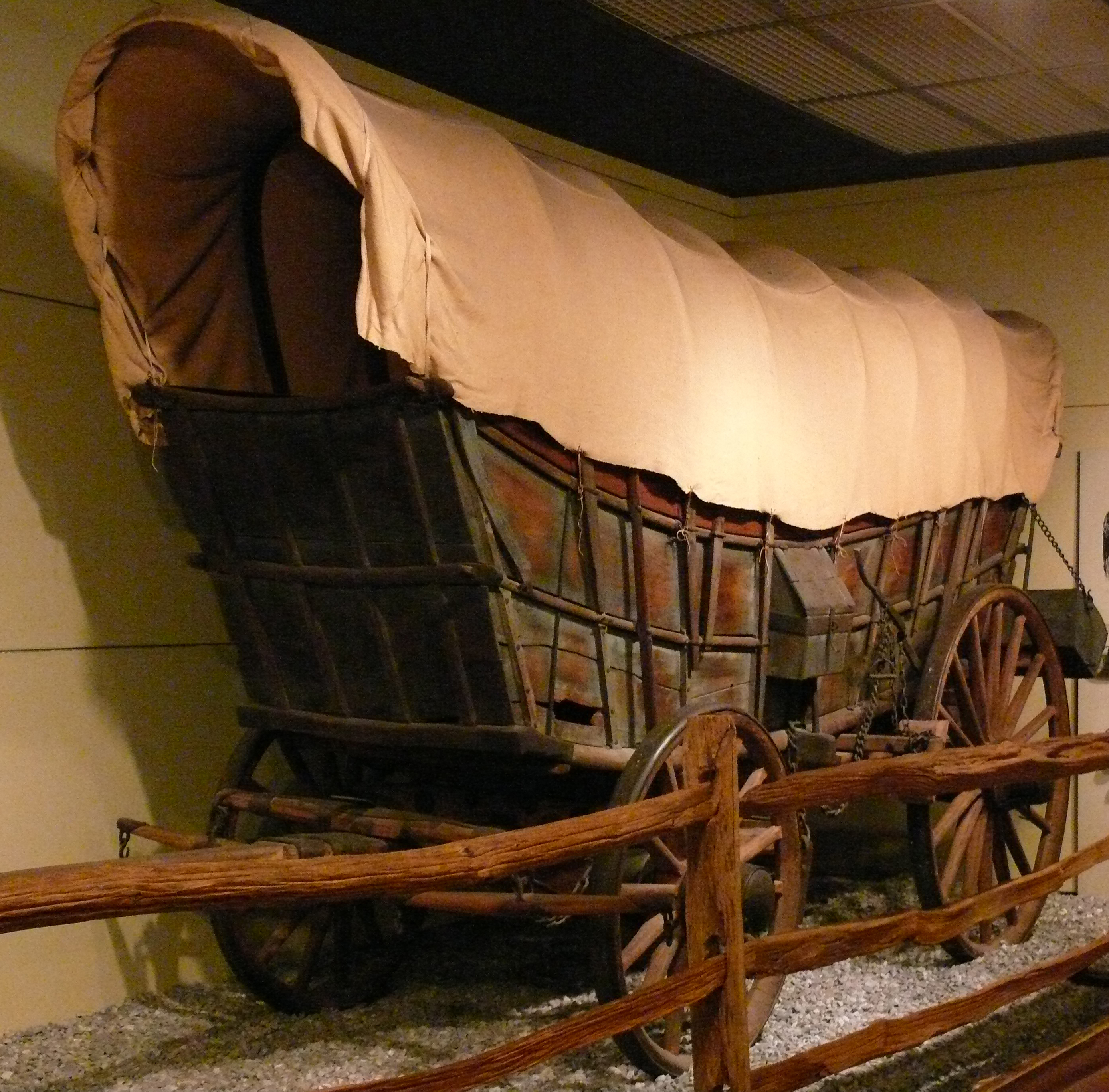
Conestoga
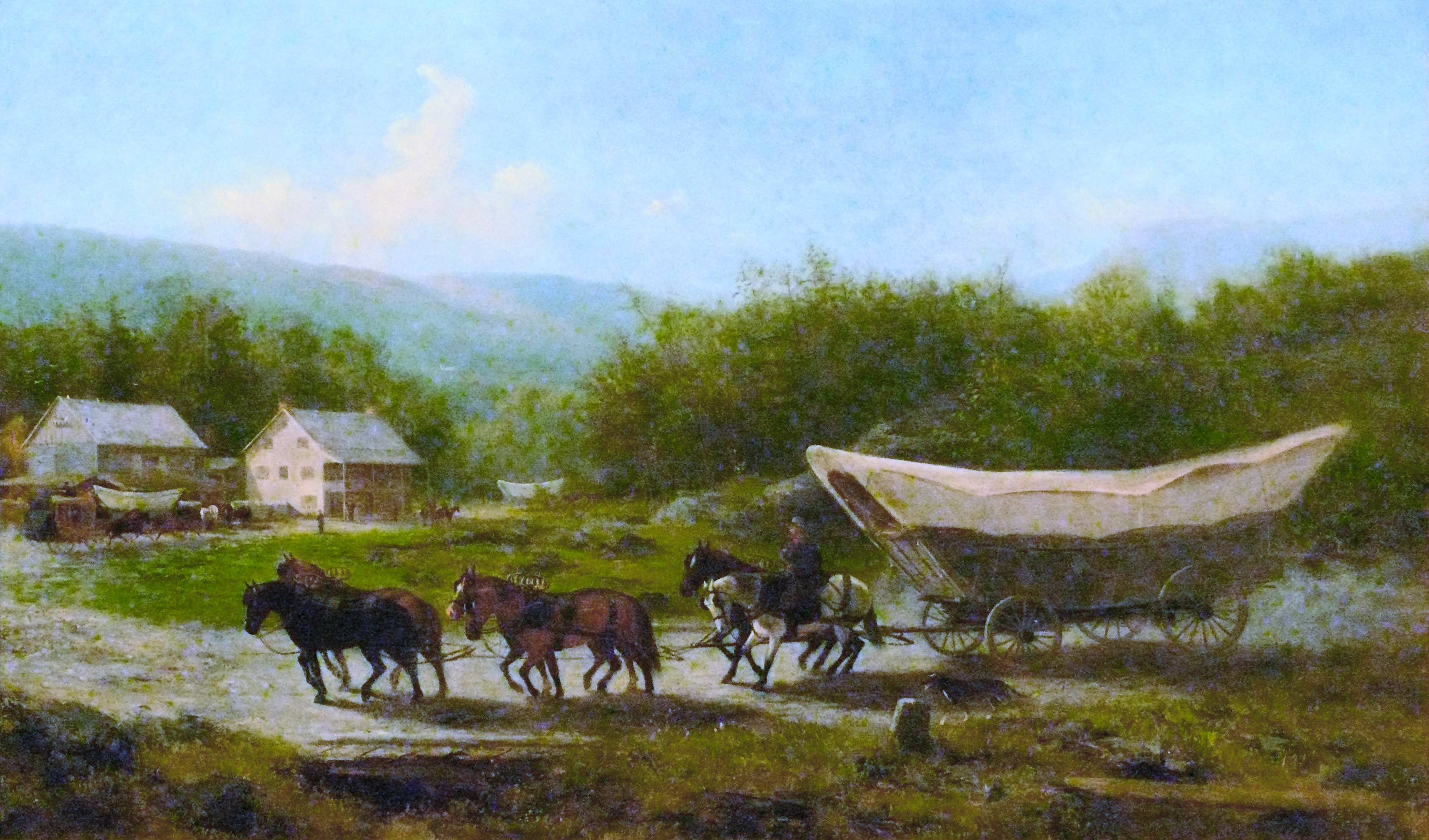
Newbold Hough Trotter, 1883
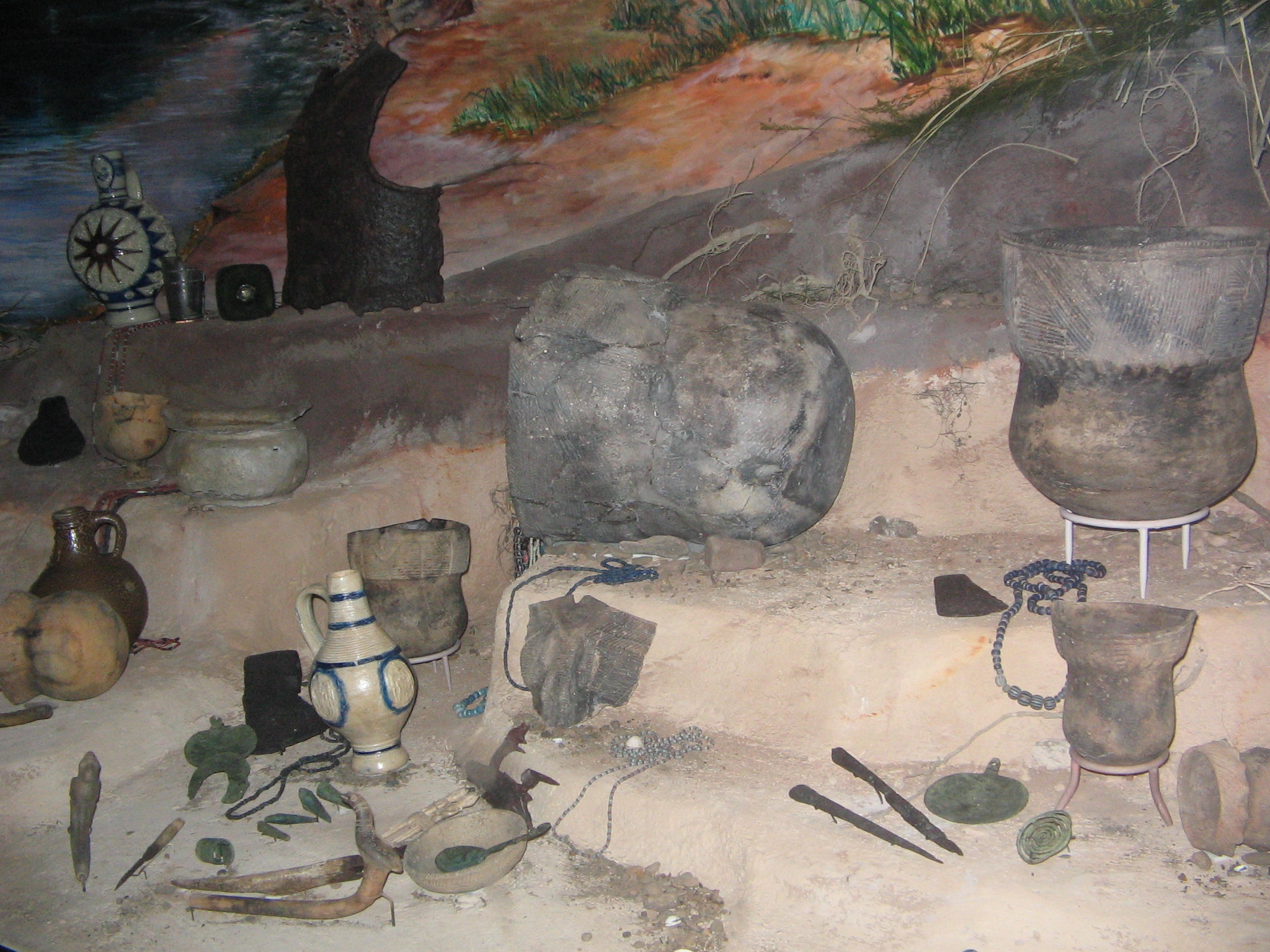
Artefakty z Susquehannocku